# Slender: The Eight Pages
Slender: The Eight Pages (původně nazvaná pouze Slender) je nezávisle vyvinutá free to play videohra z roku 2012 vytvořená studiem Parsec Productions. Jde o krátkou hororovou hru z pohledu první osoby založenou na postavě Slender Mana původně z internetové creepypasty (online hororového příběhu). Hru vyvinul nezávislý vývojář Mark J. Hadley pomocí herního enginu Unity.
Bezbranný hráč musí v temném lese posbírat osm stránek, zatímco se vyhýbá Slender Manovi, který ho po celou dobu pronásleduje. The Eight Pages byla kritiky převážně chválena za svou účinnou hororovou atmosféru navzdory jednoduché grafice, i když někteří označovali hratelnost za repetitivní a s nízkou znovuhratelností. Hra se stala populární díky Let's Play videím a inspirovala mnoho fanouškovských her na motivy Slender Mana. Následující rok Parsec Productions ve spolupráci s Blue Isle Studios vydalo pokračování s názvem Slender: The Arrival.

## Hratelnost
Slender: The Eight Pages je krátká hra v žánru survival horor hraná z pohledu první osoby. Odehrává se v noci v hustém, temném lese. Cílem je sesbírat osm stránek roztroušených po lese. Hratelnost i grafika jsou velmi jednoduché. Hráč se může pohybovat pomalu nebo běžet, ale běhání zhoršuje vidění a hráč může vyčerpat svou výdrž. K dispozici má pouze baterku s omezenou kapacitou; ve hře neexistují žádné zbraně ani inventář. Během hry se hráč musí vyhýbat Slender Manovi – vysoké, beztvářné postavě, která ho pronásleduje a loví. Na jeho přítomnost upozorňují zvukové efekty a zkreslení obrazu. Slender Man se může objevit kdykoli, ale nepohybuje se, pokud se na něj hráč dívá. Dlouhé pozorování Slender Mana vede ke konci hry a jedinou možností, jak přežít, je utéct a skrýt se. Čím více stránek je sesbíráno, tím je přežití těžší, protože Slender Man se objevuje častěji a poskytuje méně času na útěk.

### Herní módy
Hra má v základu jeden herní mód. Po sesbírání všech osmi stránek se odemknou další módy:
- Daytime Mode: Hra se bude odehrávat ve dne.
- 20$ Mode: Pokud je Slenderman na blízku, začne hrát hudba.
- Marble Hornets Mode: V rohu natáčí videokamera a liší se hudba.
- Glowstick: Baterka svítí špatně a zeleně.
- Crank Lantern: Pokud se baterka vybije, je možné ji držením pravého tlačítka myši nabít.

### Lokace
1. Silo
2. Olejové cisterny
3. Koupelnový komplex
4. Zdi křížem
5. Kamenná kupa
6. Tunel
7. Červený náklaďák a mobilní dům
8. Modrý náklaďák
9. Dřevěné sloupy
10. Hrůzu nahánějící strom

## Vývoj a vydání
Hra vychází z internetové městské legendy (creepypasty) o Slender Manovi. Poté, co Eric Knudsen v červnu 2009 pověst o Slender Manovi vymyslel, legenda se rychle začala rozšířila po internetu a uživatelé začali psát vlastní příběhy. Tyto fanouškovské výtvory, mezi nimiž nejvýraznější byl internetový seriál Marble Hornets, mytologii Slender Mana rozšířily. Hru The Eight Pages vyvinulo studio Parsec Productions, které tvořil jediný člověk – Mark „AgentParsec“ J. Hadley.
Hadley, jako fanoušek Marble Hornets, se rozhodl vytvořit hru inspirovanou tímto seriálem, aby se naučil pracovat s herním enginem Unity. Na vývoji začal pracovat na začátku května 2012. Inspiroval se svou oblíbenou hororovou hrou Amnesia: Pád do temnoty (2010), která budovala napětí spíše atmosférou a vizuálními prvky než lacinými lekacími momenty. Proto do hry zakomponoval náhodnost výskytu Slender Mana, protože měl pocit, že předskriptované momenty v Amnesii snižovaly její hororový účinek. Kvůli časovým omezením vznikl Slender Man v poměrně nízké kvalitě, ale hra byla navržena tak, aby hráči museli aktivně odvracet pohled, což tento nedostatek maskovalo. Hudbu vytvořil jako „repetitivní a monotónní“, aby podtrhla atmosféru. Protože Slender Manovy výskyty byly naprogramovány v rámci dvourozměrného prostoru, prostředí hry muselo být převážně ploché. Komplex budov ve hře byl inspirován Marble Hornets, konkrétně epizodou  „Entry #51“.
Hra byla vydána 26. června 2012 jako bezplatná beta pro Microsoft Windows a Mac OS X. Původně nesla pouze název Slender. Hadley zveřejnil svou hru na třech fórech, včetně fóra Unity a diskuzního serveru o Slender Manovi, a nahrál trailer na YouTube, ale jinak ji nepropagoval. Přestože neměl v plánu hru dlouhodobě aktualizovat, její nečekaná popularita ho přiměla k dalším vylepšením, například přidání mlhy a chapadel vyrůstajících ze zad Slender Mana.

## Přijetí a kritika
Jeden z uživatelů fóra ukázal Slender: The Eight Pages YouTuberovi Tomovi „JurassicJunkie“ Wheldonovi, který natočil video ze svého hraní (Let's Play) a vytvořil neoficiální stránku ke stažení hry. Přestože jeho web nebyl autorizován – později vytvořil oficiální stránku včetně merche – pomohl hře šířit se internetem. Krátce poté hra zaujala širší publikum, když YouTuber PewDiePie zveřejnil vlastní Let's Play, což inspirovalo další influencery, kteří se hrou nasbírali miliony zhlédnutí. Mnoho těchto videí obsahovalo přehnané výkřiky a panické reakce hráčů, často pro komediální efekt. Hra se rychle rozšířila po internetu a její oficiální stránka dokonce zkolabovala kvůli vysokému náporu hráčů. Televizní moderátor Conan O’Brien si ji zahrál ve svém pořadu Clueless Gamer.
Hra Slender: The Eight Pages byla kritikou převážně chválena. Mnoho recenzentů ocenilo její minimalistický přístup a efektivní hororovou atmosféru navzdory jednoduché grafice. Podle Charlese Onyetta z IGN a Evana Killhama z VentureBeat hra dokázala vyvolat pocity bezmoci a zranitelnosti. Server IndieWire ji zařadil mezi deset nejlepších nezávislých her roku 2012. Na druhou stranu Sofia Wyciślik-Wilsonová z TechRadar a Jim Norris z PC World považovali omezenou hratelnost za hlavní slabinu. Wyciślik-Wilsonová sice ocenila napínavou atmosféru podpořenou jednoduchou grafikou a osvětlením, ale kritizovala nudnou hratelnost a tempo, které podle ní bylo repetitivní a postrádalo rozmanitost. Spolu s Norrisem se také shodla, že The Eight Pages nepřinesla do světa Slender Mana nic originálního.

## Odkaz
Úspěch Resident Evil 4 (2005) vedl velké hororové hry k přijetí akčnějšího stylu. To zpochybnily levnější nezávislé tituly, mezi které vedle Slender: The Eight Pages patřily například Amnesia: Pád do temnoty (2010) a Five Nights at Freddy’s (2014), které stavěly na atmosféře a omezovaly hráčovu obranyschopnost – často jim nedávaly žádnou zbraň kromě baterky.
Kate Reichert z Game Developer tvrdila, že úspěch The Eight Pages ukázal, že i jednoduché nezávislé hry od jednotlivých vývojářů mohou konkurovat mainstreamovým titulům. Odkaz této hry pomohl popularizovat Slender Mana mimo původní fóra a přitáhl k němu nové, mladší publikum. GamesRadar+ ji zpětně označil za „klasický moment v hororových hrách“.
Úspěch hry vedl Parsec Productions ke spolupráci se studiem Blue Isle Studios na vývoji pokračování. Na scénáři se podílel tým Marble Hornets. Když byla hra oznámena, vývojáři slibovali „více úrovní, vylepšenou vizuální stránku a poutavý příběh“. Vysoce očekávané pokračování Slender: The Arrival vyšlo v březnu 2013. Kritici sice ocenili příběh a prezentaci, ale zároveň považovali hru za slabší než originál a kritizovali její přílišné spoléhání na lekací momenty.